# Erzsébet Metzker Vass
Erzsébet Metzker Vass, également connue sous Istvánné Vass née Metzkler le 20 mars 1915 dans le quartier de Budafok à Budapest (Autriche-Hongrie) et morte le 8 août 1980 dans cette même ville, est une femme politique hongroise membre du Parti social-démocrate (SzDP), du Parti des travailleurs hongrois (MDP) puis du Parti socialiste ouvrier hongrois (MSzMP), présidente de l'Assemblée nationale de 1963 à 1967.

## Biographie
Elle est née dans une famille d'ouvriers, son père est peintre en bâtiment, sa mère est ouvrière. À l’âge de 14 ans elle quitte l’école et, à partir de 1930, elle devient ouvrière non qualifiée dans l’usine de pneus d’Albertfalva. Elle travaille ensuite dans une usine de feutrine, mais elle est licenciée après l'organisation d'une grève. Entre 1934 et 1947, elle travaille d'abord comme soudeuse puis comme employée de bureau dans une usine qui fabrique des produits émaillés.
En 1939, elle adhère au Parti social-démocrate de Hongrie. Après l’éclatement de la Seconde Guerre mondiale, elle est propagandiste du parti. Elle écoute et transmet les informations diffusées par la section hongroise de Radio Moscou et procure aux camarades du parti de fausses identités afin qu’ils puissent échapper à la conscription.
En 1945, elle s’inscrit au Parti communiste hongrois et devient membre de la section communale du parti à Budafok. Elle commence à organiser le mouvement des femmes hongroises. En 1946, elle participe à la formation politique et idéologique du parti. En 1947, elle épouse en secondes noces István Vass, un tailleur de pierre. À partir de mars 1947, elle est instructrice organisatrice au sein de l’Alliance démocratique des femmes hongroises (MNDSZ). De 1950 à 1956, elle est secrétaire générale de l’Alliance puis présidente du Conseil national des femmes hongroises (MNOT) de 1956 à 1957.
Au début des années 1950, elle siège au conseil exécutif de la Fédération démocratique internationale des femmes. Entre 1951 et 1956, elle est membre du comité central du Parti des travailleurs hongrois. En 1953, elle devient députée au parlement hongrois. Elle est élue vice-présidente de l'Assemblée nationale en 1955 et occupe ce poste jusqu'en 1963. Elle devient ensuite présidente de l'Assemblée nationale le 21 mars 1963, succédant à Sándor Rónai. L'ex-Premier ministre Gyula Kállai lui succède le 14 avril 1967 et elle redevient vice-présidente, occupant cette fonction jusqu'en 1976. Elle est la première femme à accéder à ce poste.